# Azura Skye
Azura Skye (* 8. November 1981 in Northridge, Los Angeles, Kalifornien als Azura Dawn Storozynski) ist eine US-amerikanische Schauspielerin.

## Leben und Karriere
Ihr Großvater war der Schauspieler Brad Johnson.
Azura Skye debütierte an der Seite von James Belushi in einer Folge der Fernsehserie Total Security aus dem Jahr 1997. Im Fernsehdrama Cab to Canada (1998) spielte sie neben Catherine Bell und Haley Joel Osment eine der größeren Rollen. In der Filmkomödie EDtv (1999) von Ron Howard trat sie an der Seite von Matthew McConaughey auf. Im Filmdrama 28 Tage (2000) spielte sie an der Seite von Sandra Bullock eine der größeren Rollen.
Von 1999 bis 2000 war Skye in der Fernsehserie Zoe, Duncan, Jack & Jane in der Titelrolle der Jane Cooper zu sehen. Für diese Rolle, die sie neben Selma Blair spielte, wurde sie 1999 für den YoungStar Award nominiert. 2002 trat sie zweimal in der Fernsehserie Buffy – Im Bann der Dämonen auf. Außerdem war sie auch in einer Folge von Ghost Whisperer – Stimmen aus dem Jenseits zu sehen. In der Filmkomödie Carolina – Auf der Suche nach Mr. Perfect (2003) von Marleen Gorris spielte sie die Rolle von Georgia Mirabeau, der Tochter von Theodore Mirabeau (Randy Quaid) und der Schwester von Carolina Mirabeau (Julia Stiles). Von 2003 bis 2005 spielte sie in einigen Folgen der Fernsehserie CSI: Miami.

## Filmografie (Auswahl)
- 1998: Cab to Canada (Fernsehfilm)
- 1998: Ghosts of Fear Street (Fernsehfilm)
- 1999: EDtv (Edtv)
- 1999: Dementia
- 1999–2000: Zoe, Duncan, Jack & Jane (Fernsehserie, 26 Folgen)
- 2000: 28 Tage (28 Days)
- 2001: Buck Naked Arson
- 2001: Stadt, Land, Kuss (Town & Country)
- 2001: Banditen! (Bandits)
- 2002: Smallville (Fernsehserie, eine Folge)
- 2002: Aschenputtels Geheimnis (Confessions of an Ugly Stepsister, Fernsehfilm)
- 2002: Buffy – Im Bann der Dämonen (Buffy the Vampire Slayer, Fernsehserie, 2 Folgen)
- 2002: The Salton Sea
- 2002: Roter Drache (Red Dragon)
- 2003: Carolina – Auf der Suche nach Mr. Perfect (Carolina)
- 2003–2005: CSI: Miami (Fernsehserie, 4 Folgen)
- 2005: Missing – Verzweifelt gesucht (Missing, Fernsehserie, Folge 3x14)
- 2005: Sexual Life
- 2005: The Wendell Baker Story
- 2005: Laying Down Arms (Kurzfilm)
- 2006: Heavens Fall
- 2006: Thanks to Gravity
- 2006–2007: The Minor Accomplishments of Jackie Woodman (Fernsehserie, 8 Folgen)
- 2007: Dr. House (House, Fernsehserie, eine Folge)
- 2007: Bones – Die Knochenjägerin (Bones, Fernsehserie, eine Folge)
- 2007: What We Do Is Secret
- 2007: God’s Beach (Kurzfilm)
- 2008: Ein tödlicher Anruf (One Missed Call)
- 2008: 20 Years After
- 2009: The Mentalist (Fernsehserie, eine Folge)
- 2010: Cold Case – Kein Opfer ist je vergessen (Cold Case, Fernsehserie, eine Folge)
- 2011: American Horror Story (Fernsehserie, 4 Folgen)
- 2012: Grimm (Fernsehserie, eine Folge)
- 2012: Least Among Saints
- 2014: Ascent to Hell
- 2015: Take Me to the River
- 2017: Girls (Fernsehserie, eine Folge)
- 2018: The Men
- 2018: The Swerve (Kurzfilm)
- 2018: Speechless (Fernsehserie, eine Folge)
- 2019: Stumptown (Fernsehserie, eine Folge)
- 2018–2019, 2021: Riverdale (Fernsehserie, 5 Folgen)
- 2019–2020: Charmed (Fernsehserie, 2 Folgen)
- 2023: The Good Doctor (Fernsehserie, 1 Folge)